# Port-de-Piles
Port-de-Piles é uma comuna francesa na região administrativa da Nova Aquitânia, no departamento de Vienne. Estende-se por uma área de 5,32 km². Em 2010 a comuna tinha 578 habitantes (densidade: 108,6 hab./km²).